# Casa cu pasaj comun de pe str. Toma Ciorbă, 5-7 (Chișinău)
Casa cu pasaj comun de pe str. Toma Ciorbă, 5-7 este o clădire amplasată pe str. Toma Ciorbă, 5-7 în Chișinău, Republica Moldova. Este un monument arhitectural de importanță națională inclus în Registrul monumentelor Republicii Moldova ocrotite de stat cu nr. 181 (municipiul Chișinău). Datează de la înc. sec. XX.